# Asteroide de tipus S

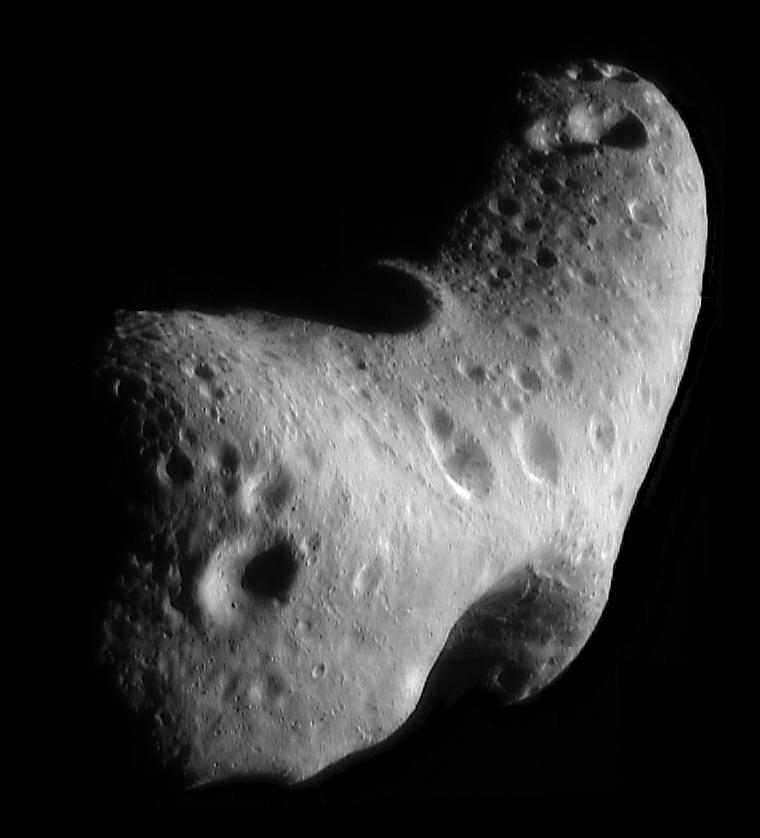
(433) Eros, un exemple d'asteroide de tipus S.

Els asteroides de tipus S són asteroides de composició rocosa. Aproximadament el 17% d'asteroides són d'aquest tipus, cosa que els converteix en el segon més comú després del tipus C.

## Característiques
Els tipus S són moderadament brillants (amb una albedo de 0,10-0,22) i estan constituïts principalment de silicats de ferro i magnesi. Predominen a l'interior del cinturó d'asteroides fins a 2,2 ua, són comuns en la part central del cinturó fins aproximadament 3 ua, i són rars en la part exterior. El més gran és (15) Eunòmia (aprox. 330 km d'ample en la seva part més llarga), sent els següents per grandària (3) Juno, (29) Amphitrite, (532) Herculina i (7) Iris. Els tipus S més grans són visibles amb binoculars de 10x50 en la majoria de les posicions, el més brillant, (7) Iris, de vegades pot arribar a una brillantor més gran de +7.0, que és una magnitud més gran que la qualsevol altre asteroide excepte l'inusualment reflectiu (4) Vesta.
El seu espectre té un pendent moderat en longituds d'ona menors a 0,7 µm, posseeix una moderada absorció entre 1 µm i 2 µm, que és indicativa de la presència de silicats (minerals de roca). La composició d'aquests asteroides és similar a una varietat de meteorits rocosos que comparteixen unes característiques espectrals similars.

## Asteroides del grup S

### Classificació SMASS
En la Classificació SMASS, generalment diversos tipus "rocosos" d'asteroides s'agrupen en un ampli grup S que conté els següents tipus:
- Tipus A
- Tipus K
- Tipus L
- Tipus Q
- Tipus R
- Un nucli Tipus S per als asteroides que tenen l'espectro "típic" per al grup S
- Tipus Sa, Sk, Sl, Sq, y Sr contenen els objectes de transició entre els del nucli Tipus S i els tipus A, K, L, Q, i R, respectivament.

### Classificació Tholen
En la Classificació Tholen el Tipus S és un molt ampli grup que inclou tots els tipus de l'SMASS excepte els de l'A, Q, i R, que tenen una particularment forta absorció "rocosa" propera als 1 μm.